# Кырдар, Гёкхан
Гёкхан Кырдар (тур. Gökhan Kırdar; 2 июня 1970, Айдын) — турецкий музыкант и композитор.

## Биография
Гёкхан Кырдар родился 2 июня 1970 года в Турции, в городе Айдын (Aydın).
В 1988 году он поступает в Yıldız Üniversitesi Mimarlık Bölümünü (Архитектурный университет) в Стамбуле. Однако это не мешает ему проявить себя в музыке и в 1994 году он выпускает весьма успешный альбом «Serseri Mayın» (Дрейфующая мина). Сингл с этого альбома Yerine Sevemem (Никого больше не смогу полюбить) стал настоящим хитом того времени. Также в 1994 году Гёкхан работает над саундтреком к фильму «Gece, Melek ve Bizim Çocuklar» (Ночь, ангел и наши дети). А в 1995 году выходит не менее успешный альбом с одноименным синглом «Tutunamadım» (Я не смог устоять), который был продан в количестве 400 000 экземпляров.
9 сентября 1995 года для более глубокого изучения музыкального искусства Гёкхан Кырдар поступает в Üniversitesi Güzel Sanatlar (Академия художеств) в Измире на музыковедческий факультет.
Уже в 1997 году Гёкхан Кырдар основал собственный звукозаписывающий лейбл под названием «Loopus Entertainment», где в этом же году выходит необычный, первый турецкий альбом электронной музыки «Trip». Это было рискованным экспериментом, совершенно иное звучание, новая музыкальная тема для турецкой аудитории. В ноябре-декабре 1999 года в студиях Müzikotek и Loopus он записал новый электронный альбом «Ethnotronix».
В то же время он работает с турецким проектом «Self Project» над экспериментом «Tüür» по синтезу турецких музыкальных инструментов с электронной музыкой.
За Гёкханом саундтреки к десяткам фильмов и сериалов, один из которых — «Kurtlar Vadisi» (Долина Волков) известный скандальный сериал, который известен и за пределами Турции.
В марте 2009 года Гёкхан Кырдар выпустил сетевой альбом «Aşkta», с синглом, представленном на двух языках — турецком и английском — Dayan Kalbim\Go On My Heart (Терпи Сердце Моё) в виде восьми ремиксов с минимумом слов. Альбом выпущен Loopus Entertainment и доступен для бесплатного прослушивания и скачивания на официальном сайте.